# Perche
El condado de Perche o Pértiga es una antigua provincia de Francia. Su capital varió entre Corbon, Bellême, Mortagne o Nogent-le-Rotrou.
El condado existió casi un milenio, antes de terminar absorbida en los departamentos de la Revolución francesa.
Perche nació en el siglo X en tierras boscosas que no habían sido incluidos en el ducado de Normandía tras su formación. Luego se instalaron varios señores en Mortagne y Nogent para defender las tierras de Maine y el condado de Blois. El condado de Perche limitaba al norte por la marca de Alençon, frontera del ducado de Normandía, al este con el condado de Chartres, al sur con Perche-Gouët y al oeste con Maine.
Durante la Revolución, la provincia de Perche se repartió principalmente entre los departamentos de Eure y Loir y de Orne, pero también, en una pequeña parte, la de Eure (como Verneuil-sur-Avre).
La historia de esta antigua provincia no debe confundirse con la región natural de Perche, a la que generalmente se hace referencia.

## Toponimia

### Testimonios antiguos
El nombre de Perche se menciona bajo las formas saltus Particus, silva Perticus antes del siglo VI, pagus quem Pert[ic]ensem vocant en el siglo VI, pagus pertensis en el siglo VI, pagus Perticus hacia 815, Particus saltus en el siglo IX, silva Perticus en 1045, Perche en 1160-1174, Perche en 1238, foresta de Pertico en 1246, Perche en 1308.

## Historia
Allí se puede ver el origen parcial de la pertenencia de las costumbres de la Perche al grupo de las del país de Chartres y Orleanesado.
La fuerte identidad del condado se debe en parte a su derecho consuetudinario antes de la Revolución: "la costumbre de la Perche" o más bien "las costumbres de la Perche", distinta de la costumbre de Normandía, Maine y las de Île-de-France.
El condado se constituyó por la fusión del condado de Mortagne, de la vizcondado de Châteaudun y el señorío de Nogent-le-Rotrou.

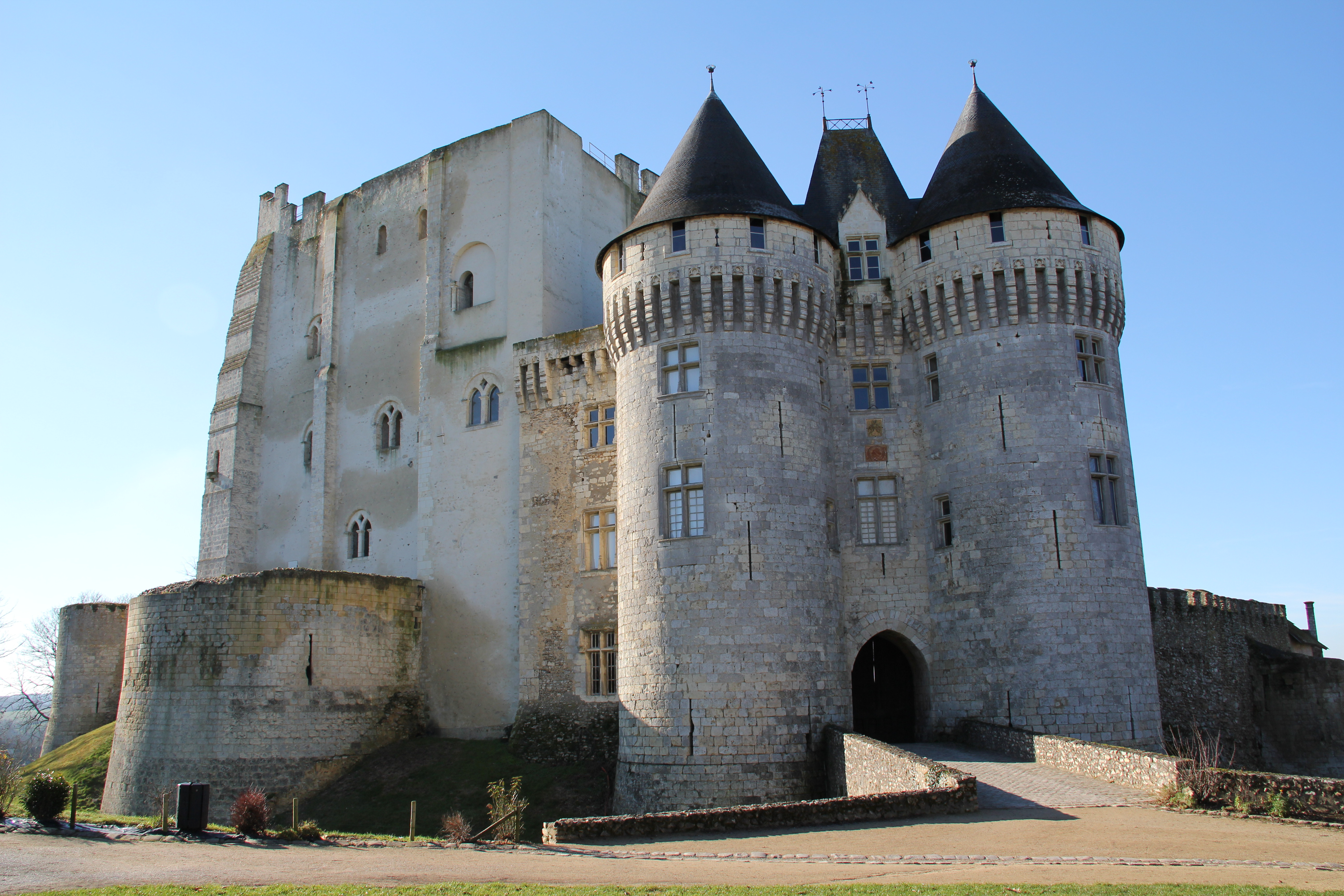
El castillo medieval Saint-Jean en Nogent-le-Rotrou

La proximidad de Normandía del siglo X al XV la convirtió en una provincia estratégica para los reyes de Francia.
En 1227, fue incluido en el dominio real francés. Parte del condado de Perche fue desmembrado para formar el condado de Alençon en beneficio de Pedro I de Alençon, hijo de Francia. Sin embargo, regresó al dominio real en 1283. Fue, por segunda vez, en parte adjunto en el condado de Alençon por Carlos II de Alençon, conde de Alençon y Perche en 1326. La casa de Alençon murió en 1525 y el ducado de Alençon y el condado de Perche regresan al dominio real.
El Renacimiento es un punto culminante de la historia de Perche: la región se cubre de mansiones (Courboyer, Alleray, Bois-Doublet...), y la industria local (estambres en Nogent, curtiembres en Cormenon, minerales...) abastece a París. El ministro principal de Enrique IV, Sully, es el marqués de Nogent-le-Rotrou, donde está enterrado. El Perche es también la región nativa del poeta Rémy Belleau, miembro de La Pléyade, dirigido por Pierre de Ronsard, el Vendômois.
Un movimiento de emigración a Nueva Francia comenzó desde varias provincias de Francia a lo largo de los siglos XVII y XVIII. La primera ola de esta emigración, la famosa percherona del movimiento migratorio, duró unos treinta años a partir de 1634, comenzando por inmigrantes de las regiones del norte y oeste de Perche centrados en los siguientes lugares: Tourouvre, Mortagne, Igé y Saint-Cosme-de-Vair. En treinta años, más de 300 emigrantes, trabajadores y ejerciendo diversos oficios relacionados con la construcción (albañil, carpintero, carpintero, albañil, etc.) emprenderán el gran viaje. Algunos volverán a casa, pero la gran mayoría elige establecerse en las orillas del río San Lorenzo para despejar y cultivar nuevas tierras.
Se estima que, como máximo, setenta de las primeras parejas de Perche que emigraron a Nueva Francia en el siglo XVII tuvieron una influencia demográfica dominante a través de las generaciones, de modo que los descendientes de estos migrantes constituían aproximadamente una séptima parte de la población de Quebec actual.
Su descendencia a principios del siglo XX se estima en 80 000 familias y 300 000 descendientes directos, hoy en día en 1 500 000 personas en Canadá, mucho más sin duda si tenemos en cuenta un gran enjambre en toda la población. América del Norte (Nueva Inglaterra y Luisiana, en particular). La familia con más descendientes es la familia Tremblay, que se remonta a un solo antepasado, Pierre Tremblay, nativo de Randonnai. El número total de sus descendientes con el apellido Tremblay se estima en aproximadamente 180 000 en Norteamérica, incluyendo más de 80 000 en Quebec, sin mencionar los descendientes de las mujeres que se casaron.
Una de las provincias más pequeñas del reino al final del Antiguo Régimen, donde se integra en el gobierno de Maine y Perche, con Maine.

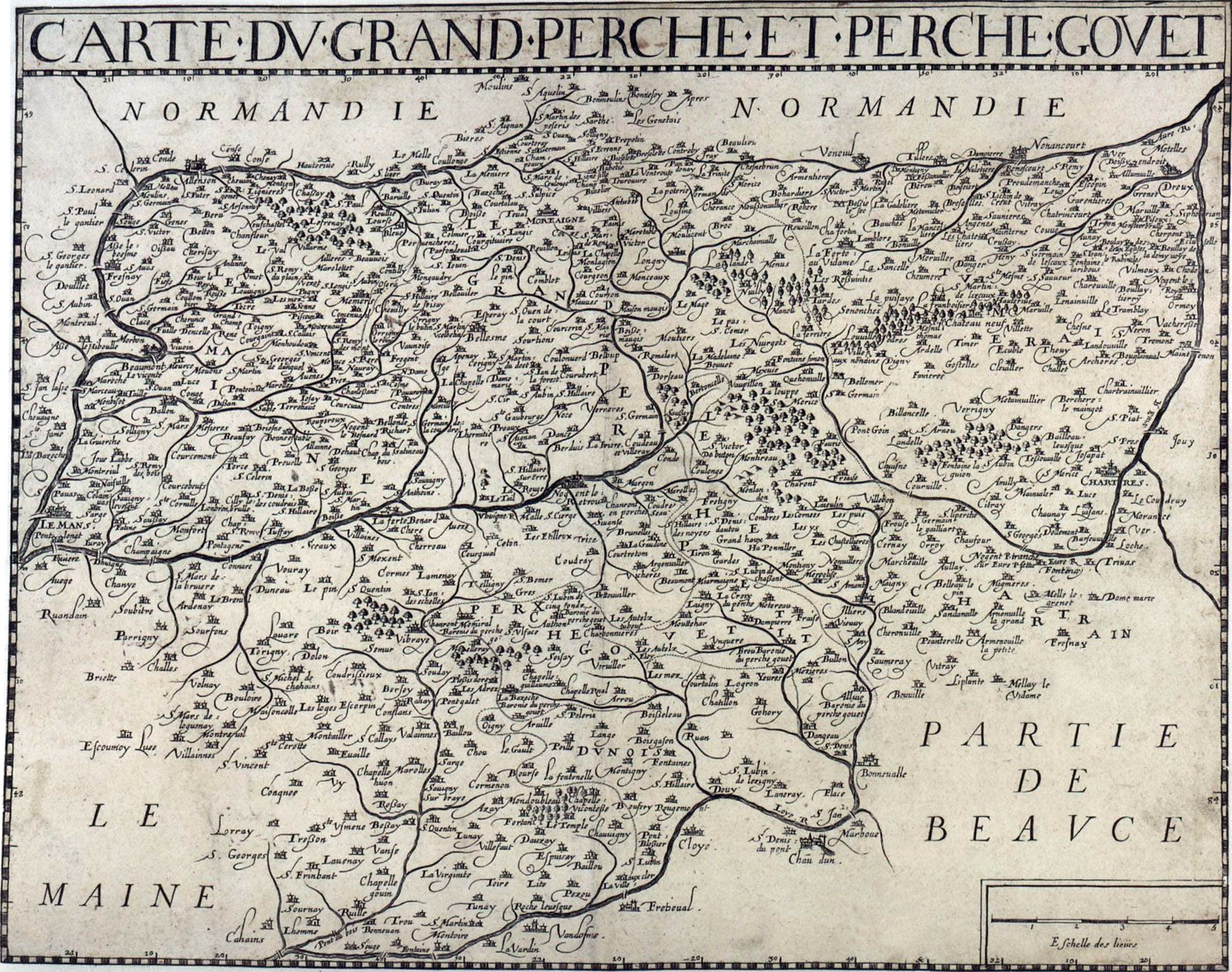
Condado de Perche y de Perche-Gouët en el siglo XVII
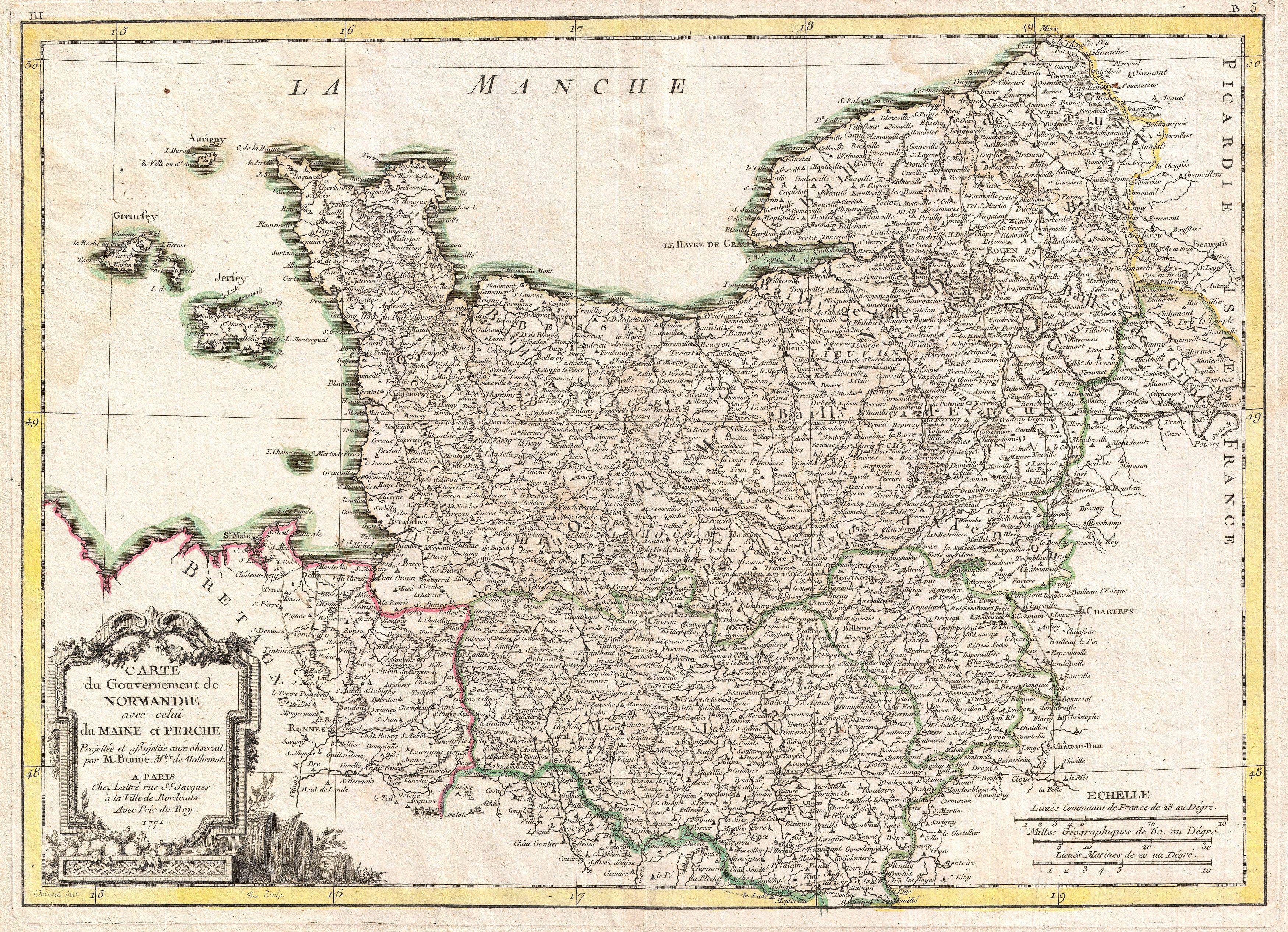
Carta de Normandía, Maine y Perche (1771).